# Darfuromma
Darfuromma is een geslacht van wantsen uit de familie van de Miridae (Blindwantsen). Het geslacht werd voor het eerst wetenschappelijk beschreven door Linnavuori in 1975.

## Soorten
Het genus bevat de volgende soort:

- Darfuromma vulnerata Linnavuori, 1975